# Dacia
En la geografía antigua, según las fuentes de la Antigua Roma, Dacia era la tierra habitada por los dacios y getas, las ramas del Norte-Danubio de los tracios. Dacia se hallaba en medio de los Cárpatos y estaba delimitada:
- al sur, aproximadamente, por el Danubio (Danubius e Istros en fuentes griegas), o, más probablemente, por el monte Hemo (en los Balcanes). Mesia (Dobrogea), una región al sur del Danubio, fue el área central de habitación de los getas y su interactuación con los antiguos griegos.

- al este, por el Ponto Euxino (mar Negro) y el río Dniéster (Danastris o Tyras en fuentes griegas), aunque son varios los asentamientos dacios registrados en la zona entre el Dniester y el Río Bug Meridional (Hypanis).

- al oeste, por el río Tisza (Tisa), pero a veces se incluyen áreas entre el Tisza y el Danubio medio.

Por lo tanto, corresponde a los países modernos de Rumanía y Moldavia, así como a pequeñas partes de Bulgaria, Serbia, Hungría y Ucrania.
Los dacios y getas eran tribus tracias del norte. Las tribus dacias habían tenido encuentros tanto pacíficos como militares con otras tribus vecinas, tales como los celtas, antiguos germánicos, sármatas y escitas, pero su mayor influencia fueron los antiguos griegos y romanos. Estos últimos finalmente habrían conquistado, y asimilado lingüística y culturalmente a los dacios. Existió un reino dacio de tamaño variable desde el 82 a. C. hasta la conquista romana en el 106 d. C.. La capital de la Dacia, Sarmizegetusa, ubicada en la actual Rumanía, fue destruida por los romanos, pero su nombre fue añadido al de la nueva ciudad (Ulpia Traiana Sarmizegetusa) construida por estos últimos para servir de capital de la provincia romana de Dacia.

## Población de Dacia

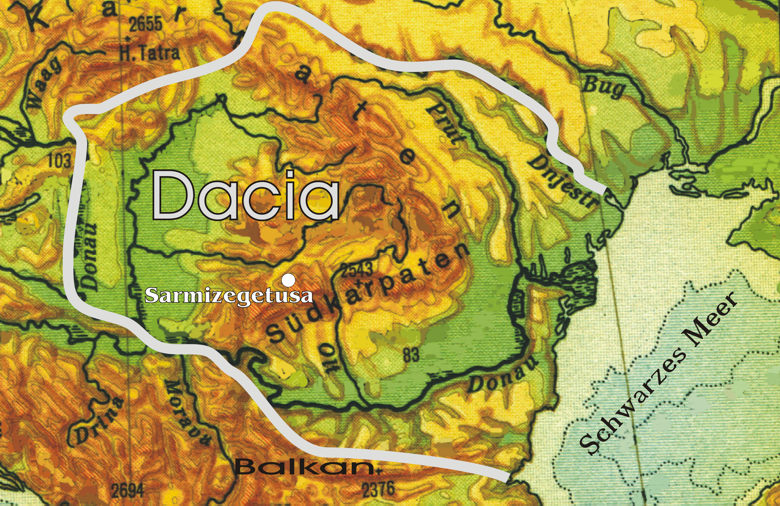
Dacia.

Estaba poblada por getas o dacios y las tribus Tyra y tauriscos, supuestamente de etnia tracia. Tucídides dice que ya vivían a mediados del siglo VI a. C., durante la expedición de Darío I de Persia, y más tarde siguieron a Sitalces, jefe de la confederación tribal tracia de los odrisios.
Los dacios o getas pertenecían a la familia iliriotracia. Las tribus dacias tenían relaciones pacíficas y belicosas con otros pueblos vecinos, como los celtas, los antiguos germanos, los sármatas y los escitas, pero fueron mucho más influenciadas por los antiguos griegos y romanos. Estos últimos, finalmente, conquistaron y asimilaron lingüísticamente y culturalmente a los dacios.
Su población era alrededor de 2.000.000 habitantes, cálculo dado por las fuentes contemporáneas acerca de los 200.000 efectivos reunidos en la movilización total de su ejército. Normalmente, el número de tropas equivalía a un 1/10 del total de la población. 

## Religión
La religión de los dacios tenía una cierta influencia de la religión helénica. Así, poseía todo un panteón de dioses que se identificaban con algún elemento del medio natural. Zamolxys era el dios supremo y de toda la tierra, era, además, la divinidad de los vivos y los muertos, del mundo subterráneo y de la vida después de la muerte. Gebeleizis era el dios del fuego, de la guerra y de la lluvia, y se piensa que es el homólogo del dios nórdico Thor. Derzis era el dios de la salud. Bendis era la diosa del campo, vinculada a la magia, al amor y a la maternidad. Finalmente, la diosa Kotys era la reina madre de la mitología dacia.

## Periodo macedonio
Durante la expedición de Filipo II de Macedonia en Tracia, los tribales ocupaban las regiones entre el Danubio y los Balcanes. Habían sido desplazados recientemente por los kelt, que probablemente eran un pueblo celta, y ellos habían expulsado a los getas hacia el otro lado del río. Alejandro Magno, el 335 a. C., encontró a los getas al otro lado del Ister, con unos diez mil guerreros y cuatro mil caballeros. Alejandro cruzó el río de noche y por sorpresa, los derrotó y conquistó su capital.

## Lisímaco de Tracia
El 292 a. C. Lisímaco de Tracia, en una guerra agresiva contra los getas, entró hasta el corazón del país, pero en las llanuras de Besarabia se le cortó la retirada y tuvo que rendirse. Lisímaco conservó la vida y la libertad por la generosidad del rey Dromíketes, que obtuvo un botín importante del saqueo del campamento griego y del rescate de los prisioneros (en los años 1545 y 1566 se encontraron depósitos de monedas en Turda).

## Celtas
Durante la invasión de los galos (celtas), los getas estuvieron en guerra con ellos, pero fueron derrotados y miles de getas fueron vendidos como esclavos en Atenas (en esa época se documentan muchos esclavos con los nombres de Geta o Dacus o Davus). Después, parece que los getas desaparecen y surgen los dacios.

## Reinado de Burebista

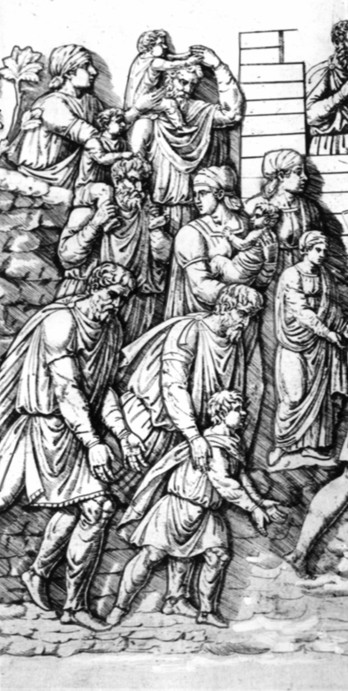
Imagen del pueblo llano dacio, que recibía el nombre de "comati".

No está claro porque pasaron de llamarse getas a llamarse dacios. Estrabón dice que eran dos pueblos diferentes y que los getas vivían a orillas del Euxino y los dacios en la parte occidental, en las fuentes del Ister. En el siglo I a. C., los romanos llamaban a la región Dacia y todo hace pensar que eran un solo pueblo en el que la tribu de dacios había alcanzado la hegemonía y la de los getas lo había perdido.
Sin embargo, el príncipe nativo Berebistas, contemporáneo de Julio César, es llamado rey de los getas. Este rey atravesó el Ister, atacó a los boyos y a los tauriscos y los exterminó, y los getas causaron espanto a los romanos. El 10 a. C. Augusto envió a Léntulo contra ellos, que entonces estaban dirigidos por Cotis o Cotiso. Los romanos parece que avanzaron por el valle del Mureș, pero la expedición no tuvo resultados.

## Getas, dacios y romanos
En este periodo, los dacios se enfrentaron a menudo con los romanos sin resultados decisivos para ninguna de las dos partes, hasta que los dacios, bajo el rey Decébalo, derrotaron al emperador Domiciano y le obligaron a negociar la paz en condiciones desfavorables, incluido el pago de un tributo anual a Dacia (véase Decébalo).
Los romanos prepararon la venganza, que llevó a cabo Trajano: el año 101 salió de Roma, pasó por Panonia, atravesó el Tisa y siguió el curso del río Mureș hasta Transilvania. La primera gran batalla contra los dacios aconteció cerca de Turda, en un lugar que aún ahora se llama Prado de Trajano (Pratum Trajano). El ejército de Decébalo fue derrotado en la Batalla de Tapae y este se rindió al año siguiente. Decébalo pudo renegociar las condiciones de la paz en 104, pero se convirtió en tributario de Roma, y una guarnición romana se estableció en su capital, Sarmizegetusa, dirigida por Longinus. Trajano tomó el título de "Dácico".

### Decébalo
Decébalo utilizó la paz para rearmarse. Atacó a los yacigios, que eran aliados de los romanos, recibió desertores romanos y, finalmente, arrestó a Longinus e hizo saber que no lo liberaría hasta la evacuación romana del país y la compensación por los gastos militares. Longinus se suicidó con veneno y el senado romano declaró la guerra a Decébalo.
Durante esta segunda guerra dacia (105), Trajano cruzó el Danubio por el lugar llamado Puertas de Hierro, donde hizo construir el célebre puente flotante (iniciado hacia el 103), y dirigió una parte del ejército hacia el valle del Aluta, mientras él mismo dirigía el resto desde Dierna y marchaba directamente contra Sarmizegetusa, la capital de Decébalo, que los dacios no pudieron defender luego que los romanos destruyeran las tuberías de cerámica que le suministraban agua e incendiaron antes de huir a las montañas. Decébalo y otros nobles se suicidaron para evitar caer en poder de los romanos (según otras versiones, fue capturado, y otros aún afirman que escapó y finalmente fue atrapado y muerto). Trajano entró en la capital en 106.

## Conquista romana

La Dacia romana.

La Dacia se convirtió en provincia romana en el año 107 (llamada Dacia Trajana o simplemente Dacia), con unos límites definidos: al oeste, el río Tysia (Tisa), que separaba el país del de los iazigos metanastes; al norte, las montañas de los Cárpatos; al este, el Hierasus hasta la confluencia con el Ister; y al sur quedaba separada de Moesia por el Danubio.
El puente construido en las Puertas de Hierro aseguraba la comunicación con las tierras del sur, pero fue destruido por orden de Aureliano el 271 para prevenir las incursiones de los bárbaros en Tracia. También se construyeron calzadas, fundamentalmente tres, conectadas con la vía Trajana, que pasaba por el sur del Danubio. En 108 se fundó la nueva capital de la provincia romana, con el nombre de Ulpia Traiana Augusta Dacica Sarmizegetusa, cerca de la antigua capital de los dacios.

### Provincia romana

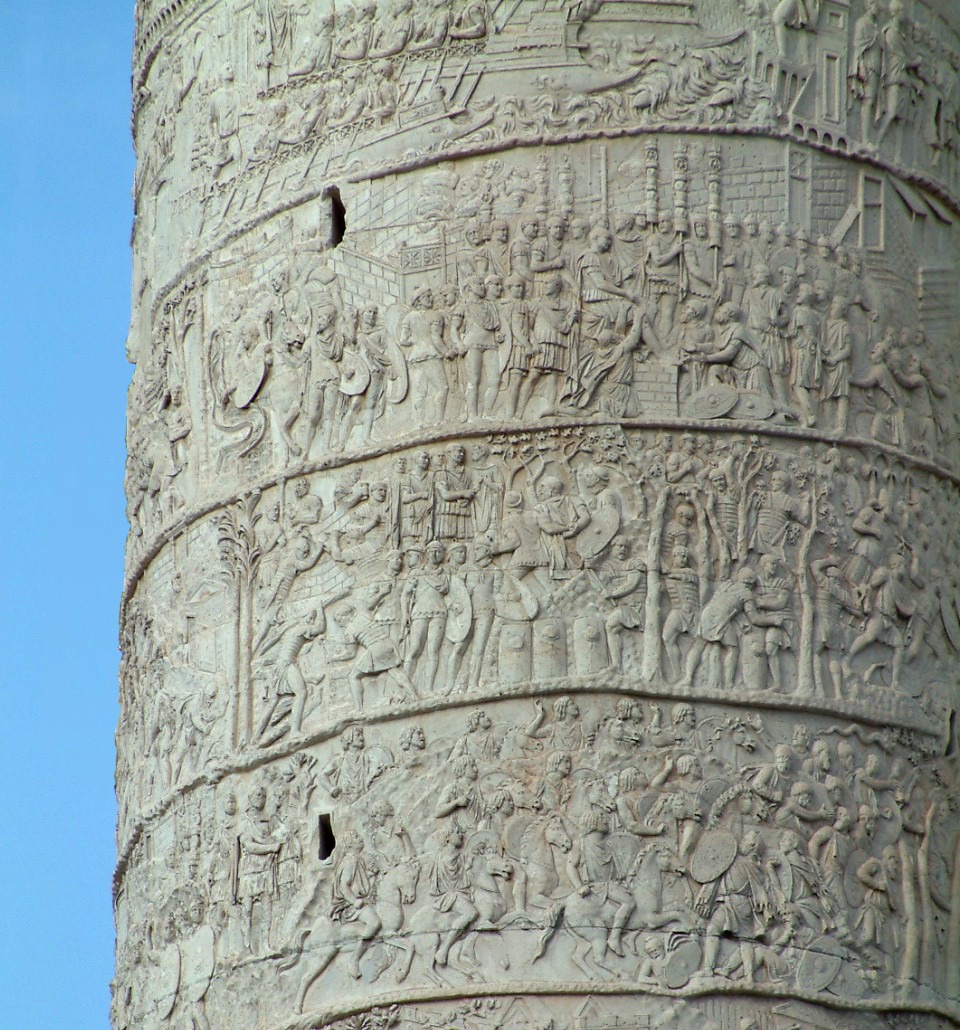
Relieves de la Columna de Trajano.

La provincia de Dacia fue poblada con romanos de muchas procedencias (la leyenda dice que Trajano hizo matar a todos los habitantes masculinos del país, pero se sabe que en muchas regiones aún vivían dacios durante la ocupación romana). La nueva provincia era consular y era administrada por legados. Dos legiones fueron estacionadas en el país.
El 129 los romanos decidieron fraccionar en dos partes, llamadas Dacia Inferior y Dacia Superior. Marco Aurelio (161-180) la dividió en tres provincias, llamadas respectivamente Dacia Porolissensis (por la ciudad de Porolissum), Dacia Apulensis (por la ciudad de Apulum) y Dacia Malvensis (por la ciudad —desconocida— de Malva), con una capital y una asamblea comunes, pero cada una con su procurador, subordinado a un gobernador de rango consular (procónsul).
Entre 180 y 190 el gobernador Sabinianus consiguió la libertad de doce mil esclavos dacios de todo el Imperio Romano y los restableció en tierras del país, de donde habían salido sus abuelos o bisabuelos cien años antes.
Dacia permaneció en posesión de Roma hasta el reinado de Aureliano (270-275), que en 271 ordenó la retirada al otro lado del Danubio, dejando Dacia a los godos. Los colonos romanos fueron reinstalados al sur del río, entre la alta y la baja Mesia, en un distrito conocido como Dacia Aureliana, que luego se dividió en dos provincias: la Dacia Ripensis (a orillas del Danubio, con capital en Retiaria) y la Dacia Mediterránea (con capital en Serdica), las cuales, junto con tres provincias más formaron la diócesis de la Dacia.
Las relaciones comerciales entre los dos lados del río continuaron y la lengua latina siguió subsistiendo en el norte. Aunque la difusión del cristianismo favoreció los contactos y la continuidad cultural, bajo los godos la civilización romana y, en particular, la vida urbana, desaparecieron. Ulpia Traiana Sarmizegetusa, antes una ciudad romana con todos los elementos habituales (teatro, baños, foro), ya estaba deshabitada en 279.

## La Dacia después de los romanos

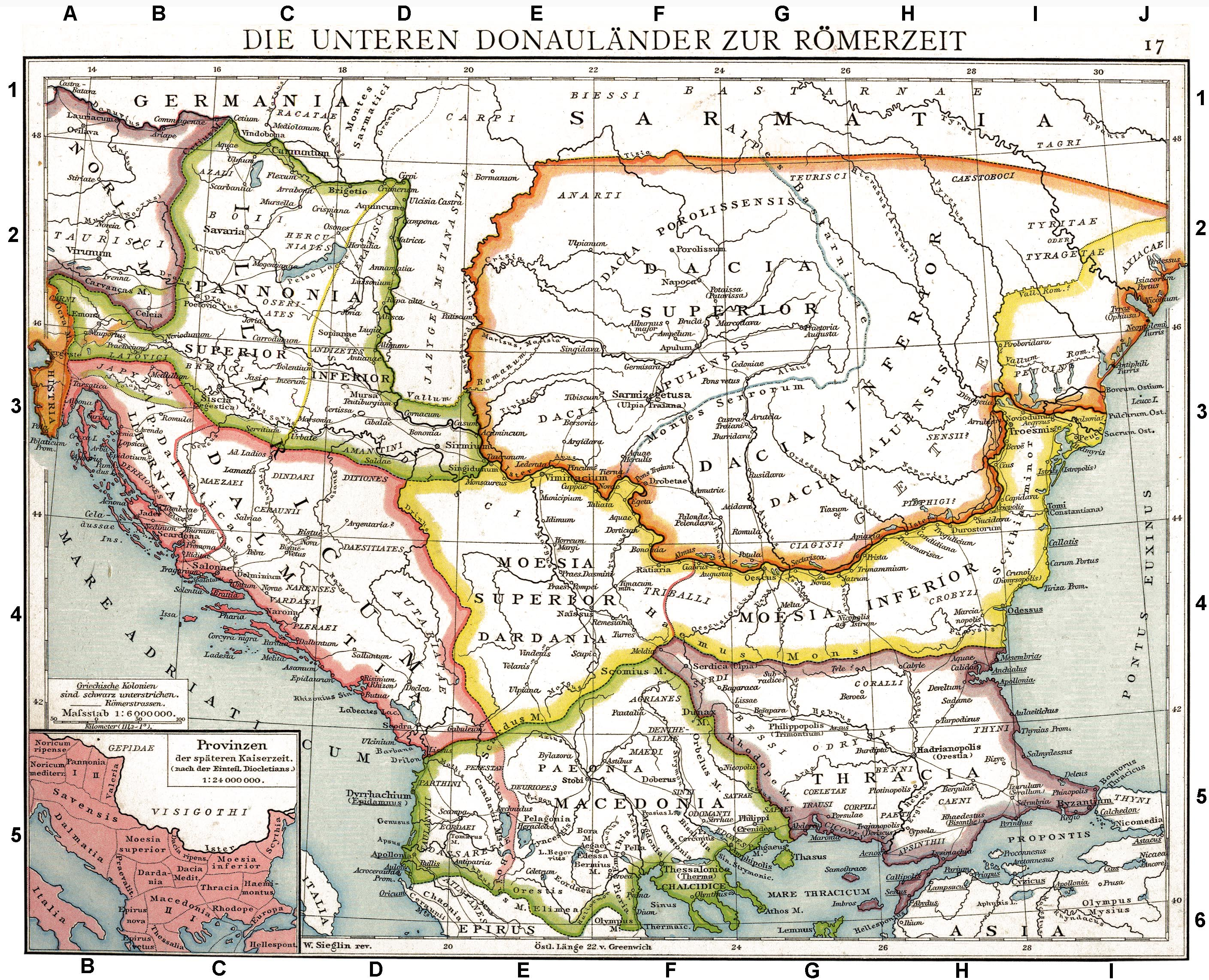
Mapa de Dacia y de la región de los Balcanes, 1886.

Los victufales, taifalos y tervingios son las tribus mencionadas por haber poseído la abandonada provincia romana de Dacia en 350. Las evidencias arqueológicas sugieren que los gépidos estaban disputando Transilvania con los taifalos y los tervingios. Los taifalos, ya independientes de Gothia se hicieron federati de los romanos, de quienes obtenían el derecho para instalarse en Oltenia. 
En 376 la región fue conquistada por los hunos, que la mantuvieron hasta la muerte de Atila en 453. El pueblo de los gépidos, dirigido por Ardarico, erigió allí su reino, que subsistió hasta que el 566 fue destruido por los lombardos. Estos abandonaron el país antes y llegaron los ávaros (segunda mitad del siglo VI), que dominaron la región durante unos 230 años, hasta que su reino fue destruido por Carlomagno en 791.
Al mismo tiempo, empezaron a llegar eslavos, que se establecían pacíficamente. Eran considerados la clase baja y servil y se les permitía el asentamiento para favorecer la producción agrícola. Poco a poco se establecieron en todo y se fusionaron con otros grupos que habitaban la región, como los celtas, los getas o los mismos romanos.
Destruido el reino ávaro, su lugar fue ocupado por los magiares (húngaros), que en el siglo IX entraron en la Dacia y sólo encontraron campesinos organizados en clanes y sin ningún poder central. Estos eran los valacos o vlakhs (ellos se denominaban rumunii), que constituían una mezcla de eslavos, celtas, getas, romanos y otros, y que habían estado viviendo en las montañas o en lugares alejados. 
El 976 el príncipe búlgaro David fue asesinado por un vlakh o valaco. Bulgaria cayó en poder de Bizancio en 1019 y los valacos pasaron a ser aliados de los bizantinos y sirvieron a su ejército, pero durante el siglo XI las incursiones de los pechenegos o patzinak (finalmente establecidos en el noreste de Bulgaria) provocaron la emigración de muchos valacos y sobre todo de los dacoromanos del sur del Danubio. Las guerras con Hungría y las incursiones de los Uzès, una tribu turca, hacia el 1100, favorecieron aún más esta migración.
Estos emigrantes se dividieron en diferentes grupos: unos se fueron hacia el oeste, donde originaron las comunidades arumanas de Dalmacia (morlaco o Mavrovlakhs, que quiere decir valacos negros) e Istria (Istroromanos), otros hacia el sur, donde originaron los arumanos que viven hoy en Grecia, Bulgaria, Macedonia y Albania, y donde originaron las ramas de los kutzovalacs (Grecia), los wolohs y los vlakhs (en Bulgaria), los chobanos o farseroti (en Albania) y los meglenorumanos en Macedonia. En Serbia, los arumanos originaron comunidades de cultura común conocidos hoy los nombres de timok vlakh, torlacos o tribales. Los que emigraron al norte originaron los dacoromanos (los rumanos actuales), los macedoromanos (arumanos de Rumanía) probablemente son emigrantes posteriores.

## Lista de reyes de Dacia
- Moskon siglo IV a. C.
- Dromiketes hacia 300 a. C.
- Rubobostes  siglo III a. C.
- Oroles  siglo III a. C.
- Rhemaxos hacia 200
- Dicomes?  siglo II a. C.
- Rholes?  siglo II a. C.
- Dapyx?  siglo II a. C.
- Tymarcus hacia  100 a. C.
- Guichthlac hacia  100 a. C.- 82 a. C.
- Burebista 82 a. C.- 44 a. C.
- Comosicus 44 a. C.- 28 a. C.
- No registrados  28 a. C. - 68 d. C.
- Duras 68-87 d. C.
- Decébalo el Valiente 87-106 d. C.
- Anexión a Roma 106 d. C., provincia organizada 107 d. C..

## Geografía de Dacia

### Ciudades de Dacia
Lista de ciudades y fortalezas de Dacia en la antigüedad:
- Acidava
- Acmonia
- Ad Aquas
- Ad Mediam (Mehadia)
- Ad Pannonios
- Agnavae
- Aluta
- Amutria
- Angustia
- Apulum (Alba Iulia)
- Arcidava
- Arcinna
- Arcobadara
- Arutela
- Azizis
- Berzovia
- Blandiana
- Brucla
- Buridava
- Caput Bubali
- Carsidava
- Castra Nova
- Castra Trajana
- Cedonie
- Centum Putei
- Cersie
- Comidava
- Dierna (Orșova)
- Docidava
- Drubetis
- Gaganae
- Germisara
- Hydata (Hudata)
- Langiana
- Lizizis
- Marcodava
- Masclianae
- Napoca (Cluj-Napoca)
- Nentidava
- Optatiana
- Porolissum
- Potaissa (Turda)
- Patridava
- Pelendava (Craiova)
- Petrodava
- Phrateria
- Pinum
- Pirum
- Pons Aluti
- Pons Vetus
- Praetoria Augusta
- Praetorium
- Ramidava
- Romula
- Rucconium
- Rusidava
- Salinae
- Sandava
- Sarmizegetusa
- Sornum
- Stenarum
- Sucidava (Corabia)
- Tiasum
- Tibiscum (Jupa)
- Triphulum
- Ulpianum
- Utidava
- Viminacium
- Zeugma
- Ziridava
- Zurobara

### Ríos de Dacia
De oeste a este, los afluentes del Danubio que regaban Dacia, tenían los siguientes nombres en la antigüedad:
- Tisianus o Tysia, con sus afluentes Gerasus o Grissia y Marisus
- Tibiscus
- Gifil
- Aluta
- Hierasus (probablemente, el río nombrado por Heródoto con los nombres de Poras o Poretos)